# 馬涅韋
49°53′29″N 25°51′52″E / 49.89139°N 25.86444°E
馬涅韋（烏克蘭語：Маневе），是烏克蘭的村落，位於該國西部捷爾諾波爾州，由克列梅涅茨區負責管轄，面積1.25平方公里，2001年人口418，人口密度每平方公里333.6人。